# Fernando Soleti
Fernando Soleti (Roma, 10 maggio 1891 – Roma, 31 marzo 1978) è stato un generale italiano.

## Biografia
Ufficiale del Piemonte cavalleria durante la prima guerra mondiale, fu decorato con due medaglie d'argento al valore militare. Nel 1943 era generale di Polizia, ispettore del Corpo dei Metropolitani di Roma. Il 25 luglio 1943 collaborò alla destituzione di Mussolini. Successivamente, dopo essere stato arrestato dalle SS, tentò invano di suicidarsi, ed il 12 settembre 1943 fu costretto a forza dalle SS del capitano Otto Skorzeny ad imbarcarsi sugli alianti dei paracadutisti tedeschi che andavano a liberare Mussolini sul Gran Sasso.
Fu di Karl Radl, un giovane sottufficiale tedesco, la brillante intuizione del coinvolgimento del generale Soleti al fine della buona riuscita dell'operazione Quercia. All'arrivo nei pressi dell'albergo dove era custodito Mussolini, ebbe un ruolo attivo nella liberazione incruenta, attirando su di sé l'attenzione delle guardie e dei carabinieri e intimando loro di non sparare. Rilasciato dai tedeschi dopo la liberazione di Mussolini, rimase in clandestinità fino all'arrivo a Roma degli Alleati. Dopo la guerra restò in servizio fino al pensionamento nel 1956.